# بانگسامورو
بانگسامورو، به‌طور رسمی منطقه خودمختار بانگسامورو در میندانائو مسلمان (به فیلیپینی: Rehiyong Awtonomo ng Bangsamoro sa Muslim Mindanao; عربی: منطقة بانجسامورو ذاتیة الحکم)، منطقه‌ای خودمختار در جنوب فیلیپین واقع شده‌است.
منطقه خودمختار بانگسامورو با تصویب قانون اساسی خود در ۲۱ ژانویه ۲۰۱۹ تشکیل و جایگزین ناحیه خودمختار مسلمانان میندانائو (ARMM) شد. تأسیس بانگسامورو اوج مذاکرات صلح چندین ساله بین دولت فیلیپین و چندین گروه خودمختاری‌گرا، به ویژه جبهه آزادی‌بخش ملی مورو بود که اعتبار ناحیه خودمختار میندائو را رد کرده و خواستار ایجاد منطقه‌ای با اختیارات بیشتر از دولت ملی بود. مجلس فیلیپین پس از ادامه مذاکرات و بحث دربارهٔ برخی از مفاد، قانونی اساسی را برای منطقه ایجاد و تصویب کرد که اکنون از آن به عنوان قانون ارگانیک بانگسامورو یاد می‌شود. این لایحه توسط رئیس‌جمهور رودریگو دوترته در ۲۶ ژوئیه ۲۰۱۸ به تصویب رسید.
بانگسامورو به عنوان تنها منطقه خودمختار با اکثریت مسلمان در فیلیپین است. دولت بانگسامورو به عنوان محلی برای آزمایش بحث گسترده‌تر دربارهٔ اصلاح قانون اساسی و فدرالیسم در فیلیپین در نظر گرفته شده‌است.

## تقسیمات اداری
بانگسامورو از ۳ شهر، ۱۱۶ شهرداری و ۲۵۹۰ بارانگای تشکیل شده‌است. شهر ایزابلا، با وجود اینکه بخشی از باسیلان است، در صلاحیت اداری منطقه خودمختار نیست. به همین ترتیب، ۶۳ بارانگای در کوتاباتوی شمالی نیز بخشی از بانگسامورو هستند علی‌رغم اینکه کوتاباتوی شمالی و شهرداری‌های مادر مربوطه آن‌ها تحت صلاحیت اداری منطقه خودمختار نیستند.

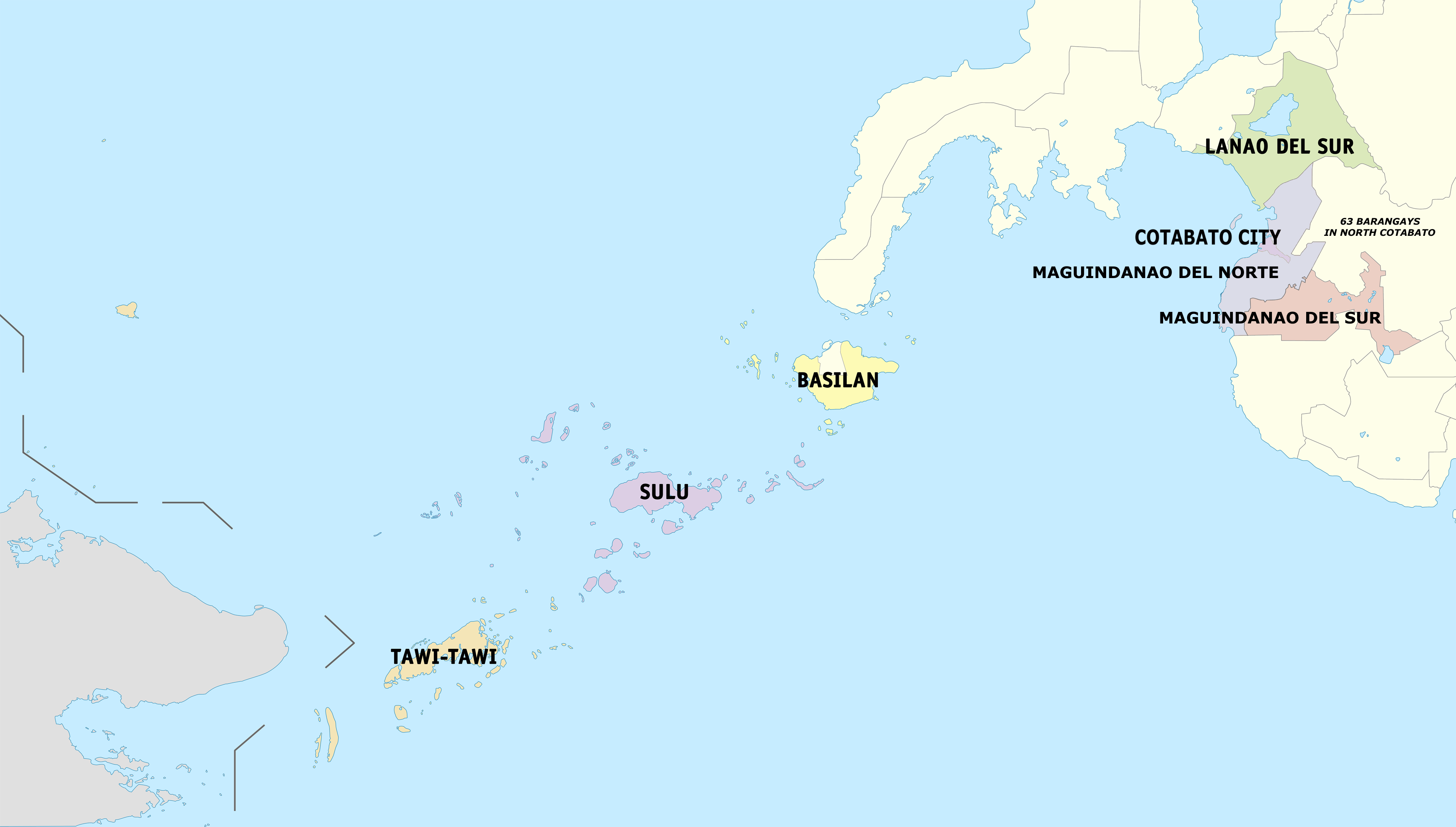

- †  مرکز منطقه‌ای

| استان                       | استان                       | مرکز    | جمعیت (۲۰۱۵) | جمعیت (۲۰۱۵) | مساحت     | مساحت    | تراکم | تراکم  | شهرها | شهرداری‌ها | بارانگای‌ها |
|                             |                             |         |              |              | km2       | sq mi    | /km2  | /sq mi |       |           |            |
| --------------------------- | --------------------------- | ------- | ------------ | ------------ | --------- | -------- | ----- | ------ | ----- | --------- | ---------- |
| باسیلان (به جز شهر ایزابلا) | باسیلان (به جز شهر ایزابلا) | لامیتان | ۹٫۲٪         | ۳۴۶٬۵۷۹      | ۱٬۱۰۳٫۵۰  | ۴۲۶٫۰۶   | ۳۱۰   | ۸۰۰    | ۱     | ۱۱        | ۲۱۰        |
| لانائو جنوبی                | لانائو جنوبی                | ماراوی  | ۲۴٫۵٪        | ۱٬۰۴۵٬۴۲۹    | ۳٬۸۷۲٫۸۹  | ۱٬۴۹۵٫۳۳ | ۲۷۰   | ۷۰۰    | ۱     | ۳۹        | ۱٬۱۵۹      |
| ماگوئیندانائو               | ماگوئیندانائو               | بولوان  | ۲۷٫۵٪        | ۱٬۱۷۳٬۹۳۳    | ۴٬۸۷۱٫۶۰  | ۱٬۸۸۰٫۹۴ | ۲۴۰   | ۶۲۰    | ۰     | ۳۶        | ۵۰۸        |
| سولو                        | سولو                        | جولو    | ۱۹٫۳٪        | ۸۲۴٬۷۳۱      | ۱٬۶۰۰٫۴۰  | ۶۱۷٫۹۲   | ۵۲۰   | ۱٬۳۰۰  | ۰     | ۱۹        | ۴۱۰        |
| تاوی تاوی                   | تاوی تاوی                   | بونگائو | ۹٫۱٪         | ۳۹۰٬۷۱۵      | ۱٬۰۸۷٫۴۰  | ۴۱۹٫۸۵   | ۳۶۰   | ۹۳۰    | ۰     | ۱۱        | ۲۰۳        |
| شهر کوتاباتو                | شهر کوتاباتو                | —       | ۷٫۰٪         | ۲۹۹٬۴۳۸      | ۱۷۶٫۰۰    | ۶۷٫۹۵    | ۱٬۷۰۰ | ۴٬۴۰۰  | ۱     | —         | ۳۷         |
| منطقه ویژه جغرافیایی        | منطقه ویژه جغرافیایی        | —       | ۴٫۵٪         | ۱۹۲٬۳۲۴      | —         | —        | —     | —      | —     | —         | ۶۳         |
| کل                          | کل                          | کل      | کل           | ۴٬۲۷۳٬۱۴۹    | ۱۲٬۷۱۱٫۷۹ | ۴٬۹۰۸٫۰۵ | ۳۲۰   | ۸۳۰    | ۳     | ۱۱۶       | ۲٬۵۹۰      |